# 魔法门IX
《魔法门IX》是由New World Computing制作组开发，由3DO公司于2002年发行的一款RPG角色扮演类游戏。它是魔法门系列游戏的第九代，也是New World Computing制作组开发的最后一款《魔法门》游戏作品。
《魔法门VI》至《魔法门VIII》一直使用相同的引擎，《魔法门IX》则使用了新的Lithtech 1.5引擎，这是《魔法门》系列游戏第一次使用完全的3D电脑图像引擎。
在制作期间，《魔法门IX》曾经使用过暂定名称《魔法门IX：命运之书》（英語：Might and Magic IX: Writ of Fate），最终未成为正式名称，从而成为了该系列中唯一正式名称没有副标题的作品。但“命运之书”的名称后来依然为玩家所知晓和使用。